# Estat de Ramnad
Ramnad fou un estat tributari protegit del tipus zamindari al districte de Madura a la presidència de Madras, situat a la part de la costa, i format per cinc tahsils zamindaris: Ramnad, Tiruvadanai, Paramagudi, Tiruchuli, Mudukulattur. Mantingué la independència entre els segles XV i XIX quan passà a formar part de
La capital era Ramnad. La superfície era de 5.449 km² i la població de 723.886 habitants el 1901. Pagava un peshkash o tribut de 3 lakhs. La irrigació estava basada en el rius Vaigai i Gundar. Fora de la capital i de Rameswaran no hi havia cap altre lloc d'interès. El port principal era Kilakarai, i altres ciutats eren Kamudi, Abiramam, Paramagudi i Aruppukkottai. Un ferrocarril construït per la South Indian Railway va passar pel districte entre Ramnad i Mandapam, a l'extrem de la llengua de terra a la vora de la costa cap a les illes, enfront del canal de Pamban i l'illa de Pamban. En aquesta zona destacaven les tortugues i les ostres.

## Història
Els sobirans del zamindari eren els caps de la casta dels maraves o maravans i portaven el títol de setupati o "Senyor del Camí". Aquest camí era el grup rocós utilitzat per connectar la llengua de terra que sortia de la part continental, cap a les illes del golf de Manaar amb l'illa de Pamban on hi havia el sagrat temple de Rameswaram que la tradició suposa fundat per Rama quan va crear el pont d'Adan per anar a Ceilan al rescat de la seva esposa segrestada, i llavors hauria nomenat el primer setupati per protegir els peregrins que travessessin el camí. El títol apareix amb seguretat al segle XIV i XV però els seus antecedents no estan escrits més que en la llegenda. A l'inici del segle XVII el nayak de Madura va conferir el títol al cap del clan dels maraves, del que van derivar els futurs zamindars.
Un dels primers caps, Raghunatha Kilavan (1673-1708) és el més conegut. Va traslladar la capital de la família de la seva seu a Pogalur cap a uns 15 km a l'est, a Ramnad, ciutat que va fortificar. El 1725 un usurpador es va proclamar Setupati però va tractar tan malament als seus vassalls que un d'ells es va unir al legítim hereu i amb l'ajut del raja de Tanjore el va derrotar. El país fou dividit pels vencedors: el raja de Tanjore va annexionar la part al nord del riu Pambar; el cap de la revolució es va fer amb dos cinquenes parts de la resta i va fundar la línia de zamindars de Sivaganga; i les altres tres cinquenes parts foren per l'hereu legítim de Ramnad.
Durant les guerres carnàtiques les tropes de Ramnad apareixen lluitant en un i altra bàndol segons els moments. El 1792 els diversos poligars dependents de l'antiga suba d'Arcot van ser declarats sota sobirania britànica i Ramnad fou ocupada pel coronel Martyn que va cobrar el tribut corresponent. El 1795 el setupati fou deposat pels britànics per insubordinació i mal govern i va morir com a presoner d'estat. L'estat fou abolit i convertit en zamindari el 1803 i concedit a la germana del deposat.
Els següents regnats foren un recull de mals governs, litigis i deutes. El darrer raja va pujar al poder el 1873 com a menor d'edat i l'estat va passar a estar administrat els següents 16 anys per la Court of Wards; aquest període fou beneficiós perquè es van fer reparacions, obres públiques, i es va saldar el deute, entregant-se al sobirà el 1889 en complet ordre, i amb uns ingressos augmentats de 5 a 9 lakhs, i un efectiu en caixa de 3 lakhs. Però en els següents cinc anys el raja va perdre tot l'acumulat i encara va contreure deutes de 30 lakhs, havent de cedir les millors parts de l'estat als creditors. A la seva mort el zamindari va passar a un menor i a un consell de creditors.